# Щитоноска свекловичная
Щитоноска свекловичная, или свекольный клоп (лат. Cassida nebulosa) — жук подсемейства щитовок из семейства листоедов. Вид считается вредителем свёклы. Взрослых жуков можно встретить на протяжении с апреля по май.

## Распространение
Ареал приблизительно достигает 64—68° с.ш. Встретить щитоноску свекловичную можно везде в Европе, где сеют свёклу, а именно: Дания, Великобритания, Германия, Швейцария, Польша, Чехия, Словакия, Австрия, Франция, Испания, Италия, Венгрия, Румыния, Хорватия, Сербия и Черногория, Болгария, Албания, Греция, Литва, Белоруссия, Украина и Молдавия, а также территории в Северной Америке, Японии и северо-востоке Китая. На территории бывшего СССР этот вид населят все зоны начиная от таёжных лесов до лугово-степного пояса среднегорий Тянь-Шаня, кроме пустынь и высокогорий.

## Описание
Взрослые жуки достигают длины 6—7 мм. Тело сверху имеет ржаво-коричневую или зеленоватую окраску, в чёрных неправильной формы крапинках, снизу чёрного цвета. Надкрылья бороздчатые с продольными рядами крупных точек.

## Развитие
За лето развивается два поколения. Первое поколение обычно укладывается в 30—35 дней. Жуки второго — появляясь в августе, остаются на зимовку, яиц не откладывают. Зиму проводят под растительными остатками и опавшей листвой в изреженных лесах и лесополосах, в зарослях сорных растений и т.п.

### Яйца
Самки откладывают яйца на листья лебеды и свёклы, яйца заливают мутно-белой слизью; в одной кладке расположено от 2 до 16 яиц. Слизь покрывающая яйца быстро твердеет и образует полупрозрачную плёнку. Кладка яиц обычно происходит в середине мая и продолжается 10—40 дней. За это время самка откладывает до двухсот яиц. Спустя 5—7 дней из яиц появляются личинки.

### Личинки

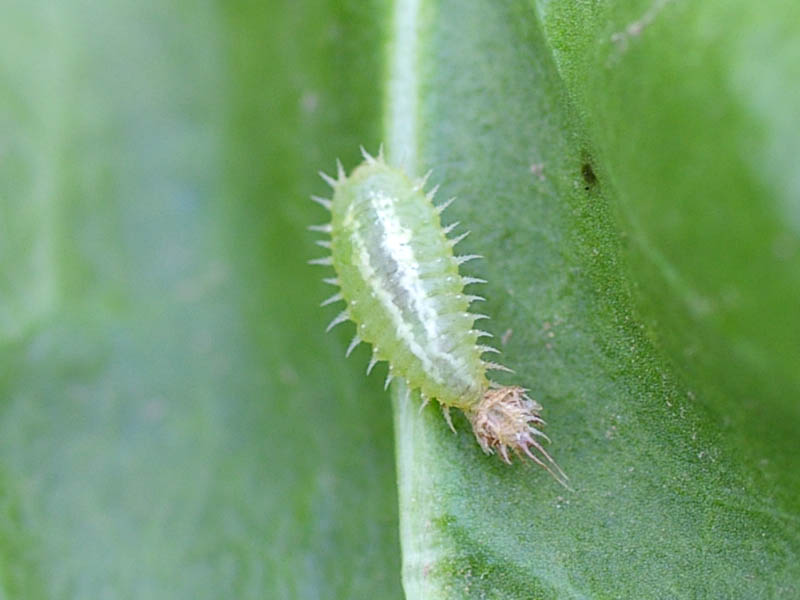
Личинки на конце брюшка таскают с собой свои экскременты.

Только вылупившиеся личинки имеют желтовато-зелёный окрас. На теле с боков располагаются длинные шипы. Окукливание происходит через 12—25 дней после вылупления.

### Куколки
Куколки широкие и плоские зеленого цвета с пятью зазубренными лопастями по бокам.
Куколки развиваются 5—8 дней.

### Имаго
Молодые имаго появляются в июле, причем жуки через 10—15 дней начинают размножаться.

## Экология и местообитания
Поначалу имаго питаются сорными растениями, такими как лебеда (Atriplex), затем переселяется на свёклу, но чем больше численность особей тем быстрее происходит переход. Личинки — оседлые, и лишь в отдельные моменты у них появляется склонность к миграциям. Более подвижны личинки последних возрастов, они могут переходить с растения на растение, особенно при чрезмерной сухости и недостатке пищи.

### Кормовые растения
Кормовые растения — амарантовые (Amaranthaceae): Amaranthus ascendens, Amaranthus mangostanus, щирица запрокинутая (Amaranthus retroflexus); марьевые (Chenopodiaceae): лебеда копьелистная (Atriplex hastata), лебеда стреловидная (Atriplex nitens), лебеда раскидистая (Atriplex patula), Atriplex hastatum, Atriplex subcordata, свёкла обыкновенная (Beta vulgaris var. altissima и Beta vulgaris var. flavescens), марь белая (Chenopodium album и вариетет Chenopodium album var. centrorubrum), марь красная (Chenopodium rubrum), марь сизая (Chenopodium glaucum), марь цельнолистная (Chenopodium bonus-henricus), марь городская (Chenopodium urbicum), марь многосеменная (Chenopodium polyspermum) и Chenopodium vulvaria.

### Естественные враги
Природные энтомофаги вида могут стать разные насекомые: клопы хищники из семейства щитников (Pentatomidae), паразитирующие осы: Entedon ovulorum (Eulophidae), Trichogramma evanescens (Trichogrammatidae), Tetrastichus cassidarum (Eulophidae), и некоторые другие. Также имеются патогенные микроорганизмы поражающие свекловичную щитоноску, к примеру, Beauveria bassiana, один из наиболее обычны патогенных грибков.